# Galileoana opaca
Galileoana opaca là một loài bọ cánh cứng trong họ Cerambycidae.